# Vardoaivi (kulle i Finland, Lappland, Norra Lappland, lat 69,97, long 27,63)
Vardoaivi är en kulle i Finland. Den ligger i Utsjoki kommun i landskapet Lappland, i den norra delen av landet, 1 100 km norr om huvudstaden Helsingfors. Toppen på Vardoaivi är 373 meter över havet.
Terrängen runt Vardoaivi är kuperad norrut, men söderut är den platt.  Trakten runt Vardoaivi är nära nog obefolkad, med mindre än två invånare per kvadratkilometer. Det finns inga samhällen i närheten. Omgivningarna runt Vardoaivi är i huvudsak ett öppet busklandskap.